# Художественный музей Индианского университета
Художественный музей Индианского университета (англ. Indiana University Art Museum) — музей в кампусе Индианского университета в Блумингтоне, США, который был открыт в 1941 году как Музей искусств Университета Индианы под руководством Генри Рэдфорда Хоупа (англ. Henry Radford Hope). Его коллекция в настоящее время насчитывает около 40 000 объектов, из которых около 1400 выставлены. В коллекцию входят самые разные предметы — от древних украшений до картин Пабло Пикассо и Джексона Поллока. 
В мае 2016 года, после объявления о крупнейшем денежном подарке в истории музея, музей был переименован в Музей искусств Сиднея и Лоис Эскенази в честь филантропов из Индианаполиса Сиднея и Лоис Эскенази. 

## История
Художественный музей в Индианском университете был открыт в 1941 году на территории галереи Mitchell Hall. Идею создания музея предложил тогдашний президент университета Herman Wells; первым директором стал Henry Radford Hope — заведующий отделом изобразительных искусств Mitchell Hall.
Коллекция музея долго носила характер временной, пока в 1955 году коллекционеры Джеймс и Марвелл Адамсы (англ. James and Marvelle Adams) не передали в дар университету Индианы терракотовой бюст скульптора Аристида Майоля, надеясь подтолкнуть создание постоянной коллекции музея. Фонд William Lowe Bryan Memorial Fund и вновь созданный Джеймсом Адамсом фонд при поддержке президента университета профинансировали некоторые музейные приобретения в последующие годы. Это способствовало  становлению музея, приобретения которого продолжались в 1960-х и 1970-х годах.
Музей переехал в новое здание на территории университетского кампуса в 1962 году. В 1968 году Henry Hope пригласил к себе в качестве помощника директора Thomas Solley, который стал директором в 1971 году после выхода Henry Hope на пенсию. Будучи по образованию архитектором, Solley прекрасно подошёл для проектирования и создания нового отдельного здания для художественного музея. Строительством занялась компания  I.M. Pei and Partners в 1974 году, в которой работал известный американский архитектор китайского происхождения Бэй Юймин. Здание было построено в 1982 году, оно имеет три галереи для постоянных экспозиций и одну галерею специальных выставок. Thomas Solley вышел в отставку в 1986 году, на его место был назначен Adelheid M. Gealt, который является директором и в настоящее время.
В трёх постоянных галереях находятся образцы искусства западного мира, Азии, Африки, южной части Тихого океана и Америки: древний китайский фарфор, японские картины, греческие, римские и этрусские вазы, изделия из бронзы и мозаики. Среди художественных работ - произведения немецких и австрийских экспрессионистов, современных европейских и американских мастеров, американских абстрактных художников.
Площадь музея составляет 105 000 квадратных футов, из них порядка 38 000 квадратных футов посвящены галерейному пространству, около 17 000 квадратных футов занимает библиотека, 18 000 квадратных футов — атриум. Имеются площади для музейного офиса, сувенирный магазин, камера хранения, кафе. На открытом воздухе имеется площадка Sculpture Terrace, где установлены скульптуры и можно свободно перемещаться.
Музей является бесплатным и открытым для общественного доступа со вторника по воскресенье.
В 2012 году он получил грант от фонда Andrew J. Mellon Foundation в размере $500 000.
В 2016 году музей получил крупный подарок в размере 15 миллионов долларов от филантропов из Индианаполиса Сиднея и Лоис Эскенази для финансирования полной реконструкции здания музея. В знак признания этого дара музей был переименован в их честь. В мае 2017 года музей закрылся на ремонт. Ремонт был завершен в 2019 году, и музей вновь открылся для посетителей в ноябре того же года. 
В конце 2023 года музей отменил запланированную ретроспективную выставку палестинской художницы Самии Халаби. Представитель университета сообщил The New York Times в начале 2024 года, что «академическое руководство и представители кампуса отменили выставку из-за опасений по поводу гарантии целостности экспозиции в течение всего ее срока», но Халаби заявила Times, что перед отменой директор музея сообщил ей об обеспокоенности сотрудников по поводу ее постов в социальных сетях в поддержку палестинских идей и ее сравнения израильских бомбардировок сектора Газа в войне Израиля и Хамаса в 2023 году с геноцидом. Несколько организаций, защищающих свободу слова, включая PEN America и Национальную коалицию против цензуры, призвали университет и музей восстановить выставку, а сторонники Халаби создали петицию с просьбой к президенту университета сделать это. Художественный музей Брод при Университете штата Мичиган в своем заявлении сообщил, что выставка все еще будет проходить в июне 2024 года, как и планировалось изначально. 